# Amy Van Dyken

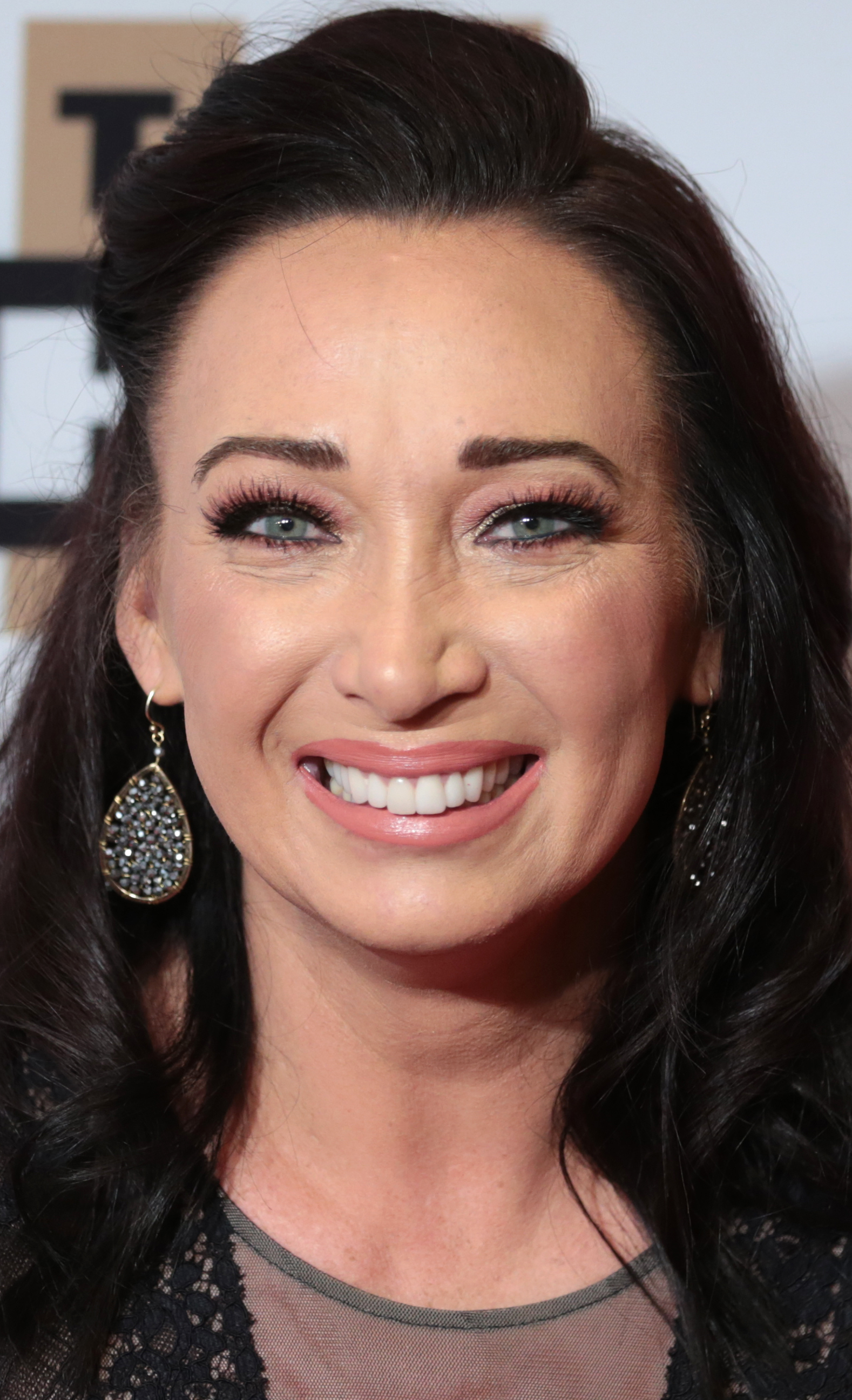
Nadadora Estadounidense ganadora de medallas de oro olímpicas

Amy Van Dyken - Nadadora estadounidense n. en Englewood, Colorado, el 15 de febrero de 1973. Ganadora de seis medallas de oro olímpicas entre 1996 y 2000.
Empezó a nadar con seis años porque era asmática y el médico le aconsejó este deporte. Pese a este problema de salud, Amy Van Dyken destacó en sus años de High School como una nadadora de gran potencial en las pruebas de velocidad. Se matriculó en la Universidad de Arizona, pero en el verano de 1993 tuvo graves de problemas de salud debido a un caso de mononucleosis que casi la hacen abandonar el deporte. Sin embargo su gran voluntad de sacrificio le permitieron retornar unos meses después.
En 1994 se cambió de Arizona a Colorado y fue elegida como la mejor nadadora universitaria. En el verano de ese año participó en los Campeonatos del Mundo celebrados en Roma y donde logró la medalla de bronce en los 50 m libres, además de dos medallas de plata con los equipos de relevos 4 x 100 libres y 4 x 100 estilos. Estos fueron unos campeonatos extraños en los que dominaron de forma abrumadora las nadadoras chinas, bajo la permanente sospecha de dopaje.
Durante 1995 continuó su senda de triunfos, incluyendo tres medallas de oro y una de plata en los Juegos Panamericanos de Mar del Plata, Argentina. Los Juegos Olímpicos de Atlanta 1996 iban a ser la gran competición de su vida, con 23 años. En un equipo plagado de estrellas como el de Estados Unidos pocos contaban con que ella fuera la gran triunfadora de aquella cita. Tras la decepción inicial que le supuso quedarse a las puertas del podio en los 100 m libres, donde fue cuarta en la carrera ganada por la china Le Jingy, empezó a sumar medallas de oro: 50 libres, 100 mariposa, relevos 4 x 100 libres y relevos 4 x 100 estilos, en total cuatro medallas de oro, más que ninguna otra nadadora en los Juegos, y se convertía además en la primera deportista estadounidense de la historia en ganar cuatro medallas de oro en unos solos Juegos Olímpicos.
Tras los Juegos Amy Van Dyken se centró en sus estudios universitarios en Colorado, donde se gradió en 1997. Al año siguiente en los Campeonatos Mundiales celebrados en Perth, Australia, ganó tres medallas de oro (50 libres, relevos 4 x 100 libres y 4 x 100 estilos). 
Su despedida de la competición tuvo lugar en los Juegos Olímpicos de Sídney 2000, con 26 años. Allí no consiguió subir al podio de los 50 metros libres por unas pocas centésimas, y tuvo que conformarse con el cuarto puesto. Sin embargo si ganó con su país en las pruebas de relevos de 4 x 100 libres y 4 x 100 estilos, batiendo en ambas el récord del mundo. De esta manera se cerraba una muy brillante trayectoria olímpica.
Amy Van Dyken se distinguió por ser una bad girl de las piscinas, usando todo tipo de artimañas para intimidar a su rivales como mirarles fijamente antes de las carreras, emitir gruñidos, etc. Especialmente famosa es la anécdota en Sídney 2000 cuando una cámara de televisión grabó el momento en que escupía en la calle de una rival. Su aspecto desgarbado y su carácter irascible y pasional la hizo tener problemas con algunas compañeras del equipo. Tras su éxito de Atlanta 1996 dijo en una entrevista que dedicaba su triunfo a todos los nerds, pues ella se consideraba uno más de ellos. 
Los médicos consideran que el asma crónico le restaba hasta una tercera parte de su capacidad pulmonar. Pese a ello fue una de las mejores velocistas de los últimos años. Actualmente está casada con el jugador de fútbol americano Tom Rouen y viven en Colorado.
- Datos: Q233569
- Multimedia: Amy Van Dyken / Q233569